# ゼリア (小惑星)
ゼリア (169 Zelia) は、小惑星帯に位置する明るく岩石質の小惑星の一つ。
1876年9月28日にフランスの天文学者、アンリ兄弟が発見し、フランスの天文学者カミーユ・フラマリオンの姪の名前にちなんで命名された。